# Bryan Sykes
Bryan Sykes (Eltham, 1947. szeptember 9. – Edinburgh, 2020. december 10.) angol humángenetikus, az Oxfordi Egyetem tanszékvezető professzora, több népszerű, a genetikai eredményeket pontosan és olvasmányosan ismertető könyv szerzője, az Oxford Ancestors program vezetője.

## Tudományos munkássága
Szakmai pályafutásának elején az örökletes csontelváltozások – kóros csonttörékenység (osteogenesis imperfecta) – okait kutatta genetikai módszerekkel, majd érdeklődése az ember leszármazásai vonalainak tisztázása felé fordult.
Elsőként dolgozott ki módszert a csontokban megőrzött DNS-molekulák (illetve töredékeik) kinyerésére, és Robert Hodgesszel közösen a középkori csontmaradványok komplex (genetikai és radiokarbon) vizsgálatára. Felfedezte a mitokondriális DNS genetikai jelentőségét, és – miután Kary Banks Mullis fölfedezte a polimeráz-láncreakciót, a DNS tömeges másolásának módszerét – elsőként alkalmazta a mitokondriális DNS-t az ember leszármazási vonalainak tisztázására. A csontokban megőrzött örökítő anyagok elemzésével egyebek között:
- meghatározta Ötzi és a cheddari ember mitokondriális DNS-ét;
- azonosította a Jekatyerinburgban meggyilkolt cári család és személyzetének maradványait,
- genetikailag azonosította az európaiak hét és a japánok kilenc „mitokondriális ősanyját”,
- tisztázta több szigetcsoport benépesedésének menetét.

Genetikai módszerekkel bizonyította, hogy a ma élő ember (Homo sapiens) ősei nem a Homo erectus faj a világ különböző részein élt csoportjaiból fejlődtek ki párhuzamosan, hanem mintegy százezer éve rajzottak ki Afrikából.
Összeállította a genetikai klánok (anyai ágon közös anyától származó populációk) családfáját, és anyai ágon visszavezette az ember leszármazási vonalát a mitokondriális Évának elnevezett első közös anyáig.
Az Y-kromoszómák vizsgálatával hozzájárult a férfi leszármazási vonalak tisztázásához.

## Fontosabb, népszerűsítő művei
- Bryan Sykes (1999): The Human Inheritance: Genes, Language, and Evolution, Oxford University Press, ISBN 0198502745,
- Bryan Sykes (2002): The Seven Daughters of Eve, Corgi, ISBN 0552148768 (magyarul: Éva hét leánya),
- Bryan Sykes (2003), Adam's Curse: A Future Without Men, Bantam, ISBN 0593050045,
- Bryan Sykes (2006), Blood of the Isles: Exploring the Genetic Roots of Our Tribal History, Bantam, ISBN 0593056523. (Más kiadásban: Saxons, Vikings, and Celts: The Genetic Roots of Britain and Ireland. Norton, W. W. & Company, Inc. p. 320. ISBN 9780393062687).

## Magyarul
- Éva hét leánya; ford. Komáromy Rudolf; Európa, Bp., 2002

## Külső hivatkozások
- Bryan Sykes: The Human Inheritance: Genes, Language, and Evolution
- Bryan Sykes: The Seven Daughters of Eve;
- Bryan Sykes: Adam's Curse: A Future Without Men
- Bryan Sykes: Blood of the Isles: Exploring the Genetic Roots of Our Tribal History